# Lữ hình
Lữ hình (chữ Hán: 吕刑) là tác phẩm chuyên về mặt hình pháp thời Chu Mục vương đời Tây Chu của Trung Quốc do Lữ hầu làm ra (thế kỷ 11 TCN đến năm 771 TCN). Thời kỳ đầu của Tây Chu, Lữ hầu là người kiêm nhiệm chức Tư khấu của nhà Chu đề nghị chế định luật hình, bản thân vua Mục vương nhà Chu cũng muốn ra sức cai trị đất nước cho có nề nếp, ông lệnh cho Lữ hầu tham khảo pháp luật của các triều đại trước và thục hình của đời Hạ để biên soạn Hình thư. Sách viết xong gọi là Lữ hình.
Trong sách Thượng thư còn có thiên Lữ hình, thậm chí thiên Thượng hiền hạ trong sách Mặc tử cũng trích dẫn một phần Lữ hình của Thượng thư. Vì vậy nó được coi là sử liệu tương đối hoàn chỉnh ghi chép chính sách hình sự và chế độ tố tụng lúc bấy giờ, có thể nói đây là bộ sách về luật hình và luật tố tụng, đồng thời cũng là bộ sách nói rõ lý luận luật học cổ đại Trung Quốc. Lữ hình là đỉnh cao của sự phát triển pháp luật xã hội nô lệ Trung Quốc, có ảnh hưởng lớn đối với lập pháp phong kiến đời sau.

## Nội dung
Lữ hình muốn nói rõ tính chất quan trọng của việc chấp hành pháp luật và nhấn mạnh vai trò hạt nhân của đức giáo, nhắc đi nhắc lại rằng: quy định của pháp luật phải rộng rãi, dùng hình phải thận trọng. Tư tưởng pháp luật rộng rãi, hình phạt thận trọng đã được thể hiện trong Lữ hình, một là giảm thiểu những điều khoản hình phạt nặng như tội tử hình, vốn có 500 điều giảm xuống còn 200 điều; hai là mở rộng phạm vi của thục hình, người bị tuyên phạt hình có liên quan đến điều khoản ngũ hình, được phép dùng tiền chuộc để miễn hình phạt. Số lượng tiền chuộc có quy định cụ thể. Đối tượng của việc chuộc tiền miễn tội hình hạn chế ở nghi tội, tức tội đang còn hiềm nghi. Ngoài ra Lữ hình còn có điều khoản "Khuyết điểm năm lỗi" nhằm vào những quan lại chấp pháp, bao gồm sợ quyền thế mà làm việc theo ý của cấp trên, báo ân hoặc trả thù, dưạ vào quan hệ hôn nhân nhận hối lộ, nhận sự ủy thác, v.v. Người chấp pháp phạm vào bất cứ điều nào trong "Khuyết điểm năm lỗi" cũng bị coi là cùng tội với phạm nhân. Tuy rằng các chương mục của Lữ hình đã quán triệt tư tưởng phòng ngừa lạm dụng hình pháp, nhưng hình phạt lúc bấy giờ vẫn rất nghiêm khắc.